# Biljni vaskularni sustav
Biljni vaskularni sustav, kod vaskularnih biljaka, skup provodnih tkiva i povezanih potpornih vlakana koja prenose hranjive tvari i tekućine kroz tijelo biljke. Dva primarna krvožilna tkiva su ksilem, koji prenosi vodu i otopljene minerale od korijena do lišća, i floem, koji provodi hranu od lišća do svih dijelova biljke. Većina postojećih biljaka na Zemlji ima vaskularne sustave, uključujući niže vaskularne biljke (likofite i paprati), golosjemenjače i kritosjemenjače.
Diskretne nakupine tkiva ksilema i floema, poznate kao vaskularni snopovi, pružaju se uzdužno duž stabljike. Vaskularni sustav jednosupnica (npr. trava) sastoji se od vaskularnih snopova razbacanih po stabljici, dok vaskularni sustav dvosupnica (npr. ruža) sadrži vaskularna tkiva koja okružuju središnju srž. Vaskularne zrake pružaju se radijalno preko stabljike, pomažući u provođenju od vaskularnih snopova do tkiva uz njih.
Prepoznato je nekoliko vrsta vaskularnih snopova. U kolateralnom uzorku, floem leži samo na jednoj strani ksilema, obično prema vanjskoj strani stabljike. Ovakav raspored tipičan je za dvosupnice, većinu cvjetnica, poput ruža, jabuka i hrastova. Ako je floem na vanjskoj i unutarnjoj strani ksilema, snop je bikolateralan. Koncentrični snop ima ksilem u cijelosti okružen floemom (amfikribno stanje) ili floem u cijelosti okružen ksilemom (amfivazalno stanje). Zatvoreni snopići nemaju kambij i ne mogu nastaviti rast bočno. Tipični su za jednosupnice, kao što su trave, ljiljani i palme, kod kojih su raspršeni u dva ili više prstenova u stabljici.